# Bouchea nelsonii
Bouchea nelsonii là một loài thực vật có hoa trong họ Cỏ roi ngựa. Loài này được Grenzeb. mô tả khoa học đầu tiên năm 1926.